# Pentax Q
Pentax Q — серия цифровых фотоаппаратов компании марки Pentax с собственным байонетом Q, самые маленькие в мире цифровые фотоаппараты со сменными объективами. Также Pentax Q — название первой модели этой серии. В отличие от других беззеркальных фотоаппаратов со сменными объективами, фотоаппараты серии Pentax Q имеют очень маленькую по площади матрицу формата 1/2,3 дюйма, традиционную для компактных цифровых фотоаппаратов.

## Pentax Q
Первый фотоаппарат получил название Pentax Q. Он был анонсирован 23 июня 2011 года, одновременно компания представила пять объективов для нового байонета. Pentax Q поступил в продажу в августе 2011 года в двух вариантах оформления: чёрного и кремового цвета, а в марте 2012 года была выпущена ограниченная серия из 1600 серебристых фотоаппаратов.

### Особенности модели
Ключевое отличие Pentax Q от большинства других систем беззеркальных систем со сменными объективами — небольшой по размерам сенсор. В то время как у серий Sony NEX и Samsung NX сенсоры имеют размер 23,4 × 15,6 мм (APS-C, кроп-фактор составляет 1,5), а стандарт Micro Four Thirds подразумевает сенсор 17,3 × 13 мм (кроп-фактор 2), размеры сенсора Pentax Q составляют всего 6,17 × 4,55 мм. При этом кроп-фактор равен 5,6, а площадь сенсора примерно в 8 раз меньше, чем у моделей «Олимпус» и «Панасоник» (Micro Four Thirds), и примерно в 13 раз — чем у моделей с сенсором формата APS-C.
С одной стороны, это обеспечивает большую глубину резкости, позволяет сделать фотоаппараты очень компактными и уменьшает себестоимость моделей, с другой — приводит к повышенному уровню шума на фотографиях.
Ещё одна особенность системы — отсутствие затвора в фотоаппарате. Затвор располагается в объективе, что позволяет сделать его компактным и синхронизировать со вспышкой выдержки до 1/2000 с.
Корпус Pentax Q изготовлен из магниевого сплава, что нетипично для моделей этого класса: как правило, полностью металлический корпус имеют модели, предназначенные для искушённых любителей и профессионалов.

### Характеристики

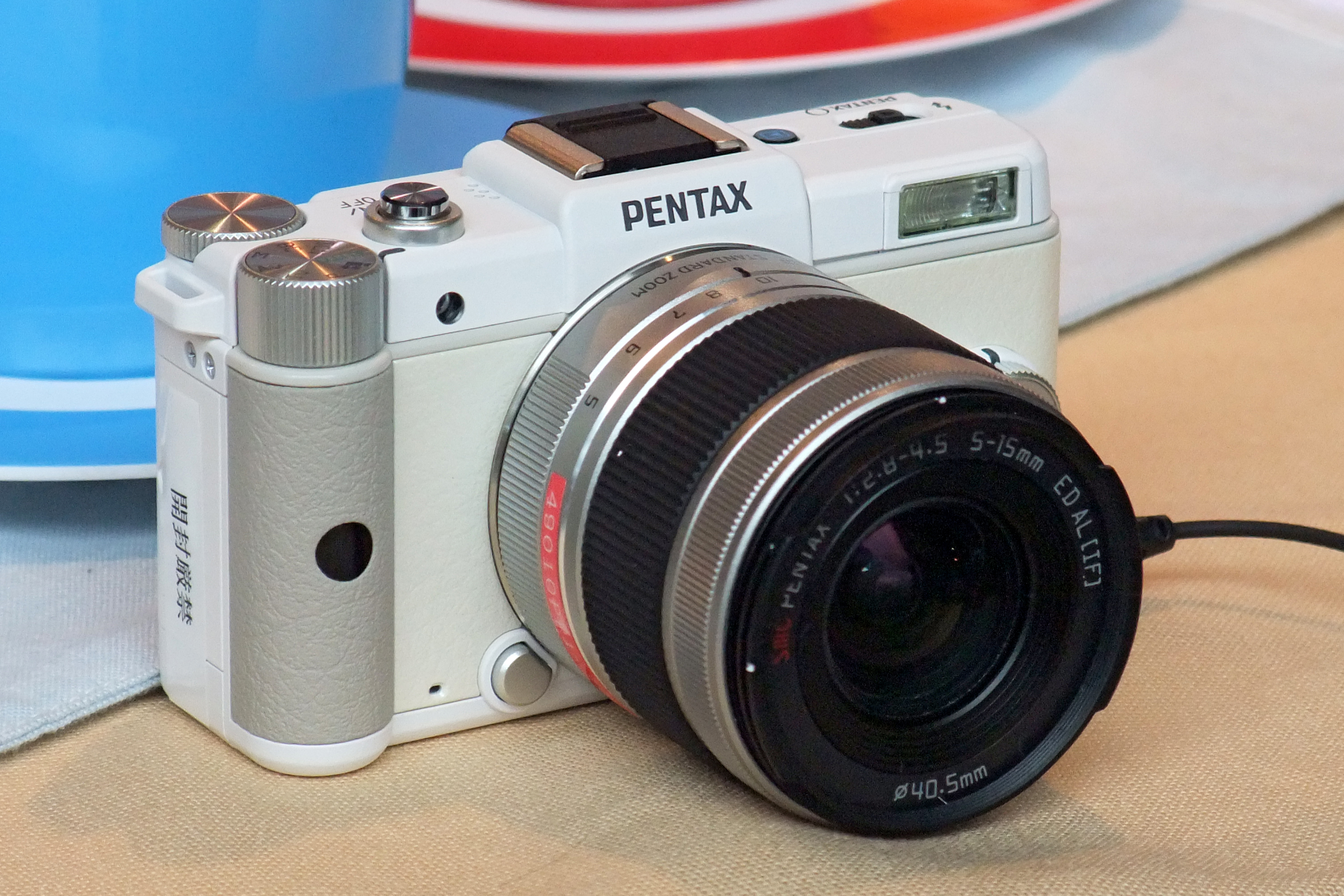
Бежевый Pentax Q

#### Корпус и механика
Pentax Q оснащён системой стабилизации сенсора.

#### Электроника
Съёмка видео возможна с разрешением 1920 × 1080, 1280 × 720 и 640 × 480 и частотой 30 кадров в секунду.

### Комплект поставки
Фотоаппарат поставляется с объективом 01 Standard Prime, который имеет фокусное расстояние 8,5 мм и светосилу 1/1,9. Эффективное фокусное расстояние составляет 47 мм, а глубина резкости соответствует объективам для кадра 36 × 24 мм с диафрагмой 1/11.
Помимо фотоаппарата и объектива, в комплект входят:
- USB-кабель I-USB7.
- Литий-ионный аккумулятор D-LI68.
- Зарядное устройство K-BC68.
- Ремень O-ST115
- Заглушка «горячего башмака».
- Крышка байонета.
- Компакт-диск с программным обеспечением.

## Pentax Q10
Вторая модель серии, Pentax Q10, анонсирована 10 сентября 2012 года. Она отличается иным дизайном корпуса и модернизированной КМОП-матрицей. Сообщается, что у новой модели выросла производительность и качество изображения, автофокусировка стала работать быстрее.
Незначительно выросли размеры фотоаппарата, (102 × 58 × 33,5 мм против 98 × 57 × 31), стало доступно значение светочувствительности 100 ISO.

## Pentax Q7
Камера Q7 была объявлена в июне 2013 года и имеет больший сенсор 1/1.7 дюйма. Камера совместима со всеми более ранними объективами серии Q, в этом случае используется только центральная часть датчика.

## Pentax Q-S1
Камера Q-S1 была объявлена в 4 августа 2014 года и имеет так же сенсор 1/1.7 дюйма. Максимальная чувствительность ISO 12800. Запись видео Full HD. Совместим с картой  Fly Card.

## Аксессуары
Рабочий отрезок составляет 9.2 мм.
Вместе с фотоаппаратом Pentax Q были представлены объективы:
- 01 Standard Prime — стандартный объектив, 8,5 мм (эквивалентное фокусное расстояние 47 мм), светосила 1:1,9 (в комплекте с фотоаппаратом).
- 02 Standard Zoom — стандартный зум, 5—15 мм (ЭФР 28—83 мм), светосила 1:2,8 — 1:4,5 (299 долларов США).
- 03 FishEye — «рыбий глаз», 3,2 мм (ЭФР 18 мм), светосила 1:5,6, угол обзора 160°, ручная фокусировка.
- 04 Toy Lens Wide — 6,3 мм (ЭФР 35 мм), светосила 1:7,1.
- 05 Toy Lens Telephoto — 18 мм (ЭФР 100 мм) светосила 1:8.

Два последних объектива имеют постоянную светосилу и ручную фокусировку. Они предназначены для воспроизведения картинки в стиле дешёвых плёночных камер. Оба будут стоить менее 100 долларов.
Вместе с Q10 был представлен шестой объектив семейства:
- 06 Telephoto Zoom — телезум, 15—45 мм (ЭФР 83-249 мм), светосила 1:2,8 (300 долларов США).
- 07 Mount Shield lens — PINHOLE, 11,5 мм (ЭФР 53 мм), светосила 1:9 (60 долларов США).
- 08 Wide Zoom — широкоугольный зум, 3,8—5,9 мм (ЭФР 17,5—27 мм (для Q7-Q-S1)), светосила 1:3,7 — 1:4 (на декабрь 2013,  500 долларов США).